# La Tordilla
La Tordilla é um município da província de Córdova, na Argentina.